# Сан Грато (Асти)
Сан Грато је насеље у Италији у округу Асти, региону Пијемонт.
Према процени из 2011. у насељу је живело 347 становника. Насеље се налази на надморској висини од 203 м.